# Ezard Haußmann

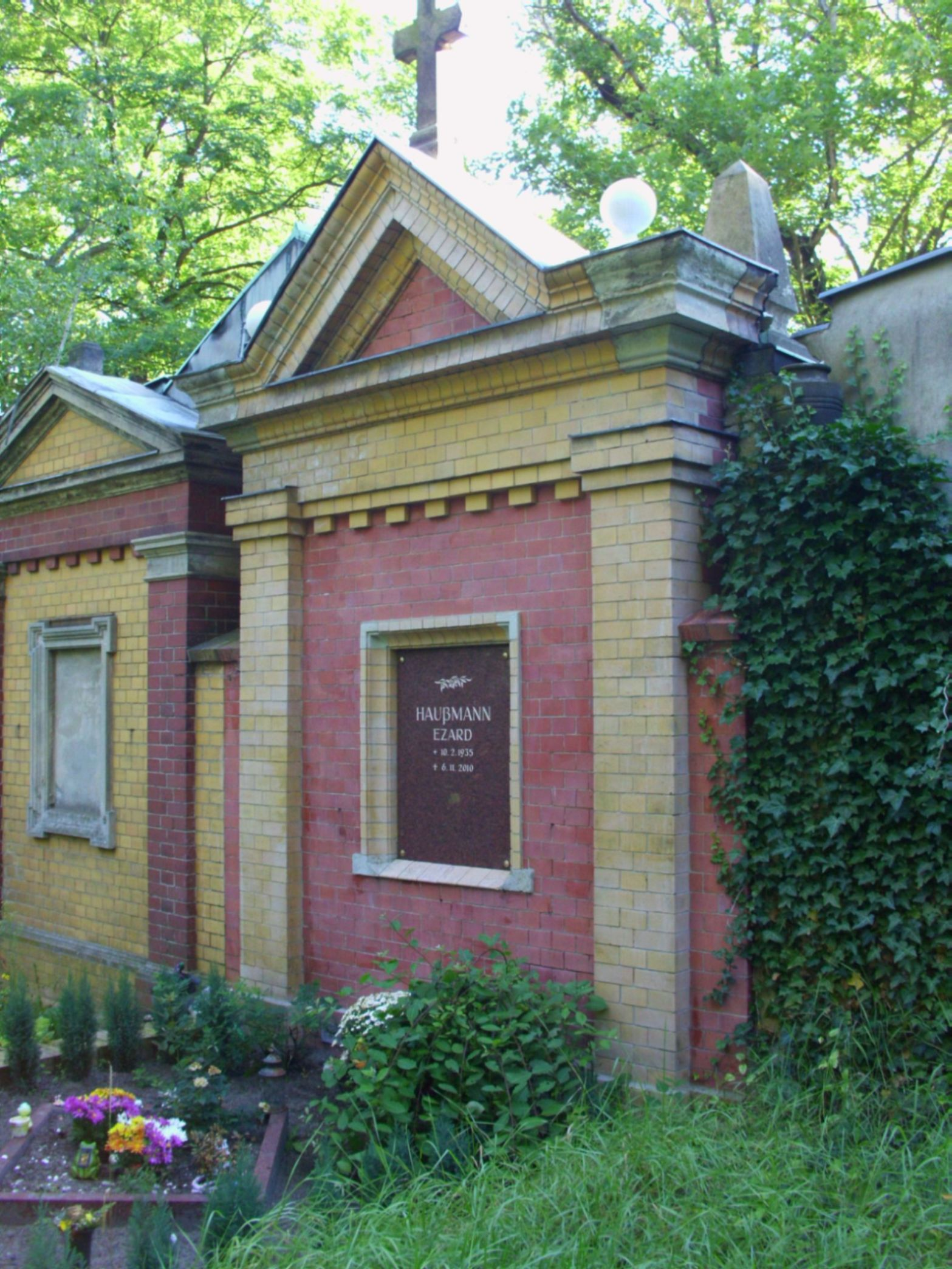
Por Ezard Haußmann túmulo no cemitério Berlin-Friedrichshagen (Alemanha)

Ezard Haußmann (10 de fevereiro de 1935 - 6 de novembro de 2010) foi um ator de palco, televisão e cinema alemão. Pai do cineasta Leander Haußmann, Haussmann apareceu em vários filmes de seu filho, incluindo Sonnenallee de 1999.